# سيد محمد عدنان
سيد محمد عدنان محفوظ محمد حسين (ولد في 5 فبراير 1983 في المنامة، البحرين) لاعب كرة قدم دولي بحريني (حامل للجنسية المالديفية أيضا) يجيد اللعب في مركز قلب الدفاع. يلعب حاليا لصالح الحد الذي ينافس في الدوري البحريني الممتاز منذ 2018.

## كأس الخليج 2009
سجل هدف في مرمى منتخب العراق لكرة القدم.

## الإنجازات

### الحد
- الدرجة الأولى (1): 2016

## روابط خارجية
- سيد محمد عدنان على موقع قاعدة بيانات كرة القدم.إي يو (الإنجليزية)
- سيد محمد عدنان على موقع ناشيونال فوتبول تيمز (الإنجليزية)
- سيد محمد عدنان على موقع Soccerway.com (الإنجليزية)